# Wapen van Tynaarlo

Het wapen van de gemeente Tynaarlo

Het wapen van Tynaarlo werd per Koninklijk Besluit op 3 september 1999 aan de in 1998 ontstane Drentse fusiegemeente Tynaarlo toegekend. Het wapen bevat elementen uit de wapens van de fuserende gemeentes Eelde, Vries en Zuidlaren.

## Blazoen
Het blazoen van het wapen van de gemeente Tynaarlo luidt als volgt:
Doorsneden;
I: in sinopel een hollend paard van zilver;
II: in goud een omgewende raaf van sabel;
Op een schildzoom van keel acht kornoeljebloemen van natuurlijke kleur.
Het schild gedekt met een gouden kroon van drie bladeren en twee parels.
Het wapen is door een horizontale lijn in tweeën verdeeld; boven staat op een groene ondergrond een zilveren paard, onder op een gouden ondergrond een zwarte raaf. Om de twee schildhelften heen een rode rand met daarin kornoeljebloemen van natuurlijke kleur.
Hoewel de kleuren rood en groen elkaar in een wapen officieel niet mogen raken, dat zou een raadselwapen opleveren, mag een schildzoom elke kleur aanraken.

## Geschiedenis
De gemeente Tynaarlo ontstond in 1998 door een fusie tussen de gemeentes Eelde, Vries en Zuidlaren. Na de fusie ging de gemeente in eerste instantie door onder de naam Zuidlaren. Deze gemeente kreeg op 3 september 1999 het wapen toegekend, maar wel al onder de toekomstige naam Tynaarlo. De naamswijziging naar Tynaarlo ging pas in op 1 december 1999. Uit de wapens van voorgaande gemeentes komt telkens een element terug in het wapen van de nieuwe gemeente. Uit het wapen van Eelde werd de raaf overgenomen, zonder de kruisboog, uit het wapen van Vries de zoom met de kornoeljes en van Zuidlaren het paard. De vormgeving van het paard en de raaf zijn gewijzigd.

Eelde
Vries
Zuidlaren

Na de samenvoeging van de gemeentes zijn er verschillende ontwerpen voor een nieuw wapen ingediend. Een aantal ontwerpen bevatten uit elk van de drie wapens minstens één element om het nieuwe wapen samen te stellen. Omdat twee van de voorgaande gemeentes schildhouders hadden mag ook de gemeente Tynaarlo schildhouders voeren. Omdat het dan schildhouders zouden moeten zijn van een van de voorgaande gemeentes zouden in het schild elementen van twee andere gemeentes geplaatst worden. Wapens worden meestal zonder schildhouders afgebeeld en dus zou een van de voorgaande gemeentes minder getoond worden, daarom koos de gemeente Tynaarlo ervoor om een wapen te gebruiken zonder schildhouders. Enkele andere ontwerpen toonden de drie rivieren in de gemeente of drie bomen die de drie oude gemeenten voorstelden. Deze wapens zouden dan sprekende wapens zijn, de bomen vormen een open plek: een loo.
Een ander voorgesteld wapen zou eveneens gedeeld zijn met in de bovenste helft twee kornoeljes en in de onderste helft een raaf. Als schildhouders twee zwarte paarden. De gemeenteraad was van mening dat het wapen vaker zonder schildhouders afgebeeld zou worden dan met, reden waarom de paarden uit Zuidlaren meestal niet getoond zouden worden.
Aa en Hunze · Assen · Borger-Odoorn · Coevorden · De Wolden · Emmen · Hoogeveen · Meppel · Midden-Drenthe · Noordenveld · Tynaarlo · Westerveld